# Christian Griepenkerl
Christian Griepenkerl (Oldenburg, 1839. március 17. – Bécs, 1916. március 21.) német festő.

## Pályafutása
Bécsben Rahl tanítványa volt és segédkezett mesterének a fegyvermúzeumban, a Todesco- és Sina-palotákban és az új operaházban festett monumentális művek elkészítésében. Mestere halála (1865) után  befejezetlen munkáját önállóan fejezte be. Kitűnő az athéni tudományos akadémiának ülésterme számára festett képsorozata, mely Prometheus mondáját ábrázolja. 1875-ben a Bécsi Képzőművészeti Akadémia tanára lett.
Leghíresebb tanítványai a következők: Carl Moll (1880/81), Alfred Roller, Max Kurzweil, Carl Otto Czeschka (1894–99), Richard Gerstl (1898/99), Egon Schiele (1906–08), Anton Faistauer (1906–09) és Alexander Pock.

## Forrás
- Griepenkerl. In  A Pallas nagy lexikona. Szerk. Bokor József. Budapest: Arcanum – FolioNET. 1998.  ISBN 963 85923 2 X